# Pittman Center
Pittman Center es un pueblo ubicado en el condado de Sevier en el estado estadounidense de Tennessee. En el Censo de 2010 tenía una población de 502 habitantes y una densidad poblacional de 31,94 personas por km².

## Geografía
Pittman Center se encuentra ubicado en las coordenadas 35°45′34″N 83°23′19″O / 35.75944, -83.38861. Según la Oficina del Censo de los Estados Unidos, Pittman Center tiene una superficie total de 15.72 km², de la cual 15.72 km² corresponden a tierra firme y (0%) 0 km² es agua.

## Demografía
Según el censo de 2010, había 502 personas residiendo en Pittman Center. La densidad de población era de 31,94 hab./km². De los 502 habitantes, Pittman Center estaba compuesto por el 96.61% blancos, el 0% eran afroamericanos, el 0.2% eran amerindios, el 1% eran asiáticos, el 0% eran isleños del Pacífico, el 1.2% eran de otras razas y el 1% pertenecían a dos o más razas. Del total de la población el 2.39% eran hispanos o latinos de cualquier raza.